# ناحیه کیچ
ناحیه کیچ (به انگلیسی: Kech District) یکی از ناحیه‌های پاکستان در پاکستان است که در ایالت بلوچستان واقع شده‌است. ناحیه کیچ ۹۰۹٬۱۱۶ نفر جمعیت دارد.